# Hydrofoob

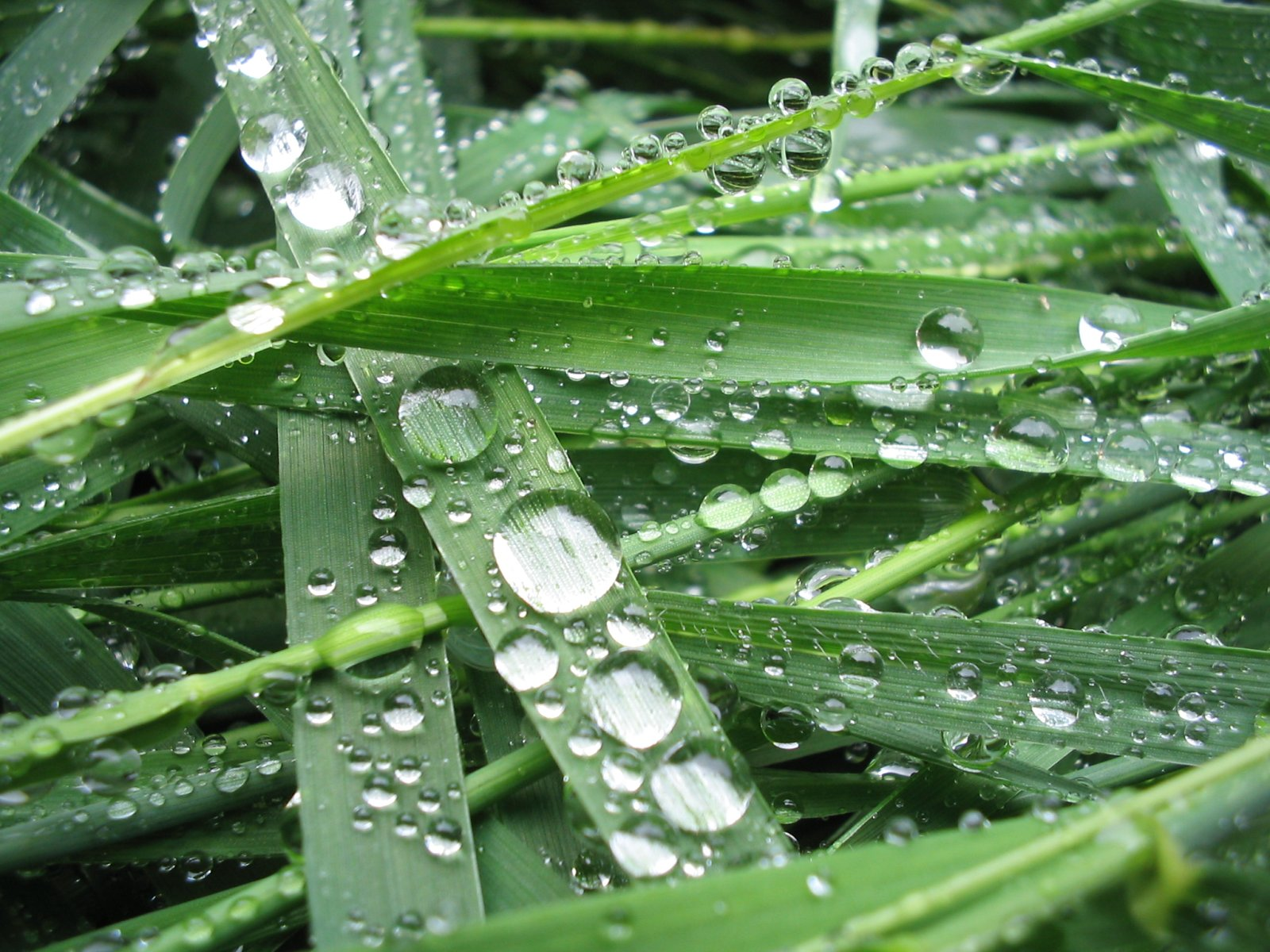
Waterdruppels op de hydrofobe oppervlakte van grasstengels zijn bolvormig om zo min mogelijk contact te maken.

Hydrofobe stoffen zijn stoffen die waterafstotend zijn of niet of zeer slecht met water te mengen zijn. Hydrofoob betekent letterlijk 'watervrezend'. De oorzaak van hydrofobie ligt op moleculair niveau. Water is een polaire verbinding die aangetrokken wordt tot andere polaire verbindingen. Tussen water en apolaire verbindingen bestaat een dergelijke moleculaire aantrekkingskracht niet: deze verbindingen noemt men hydrofoob. Stoffen die deze interacties wel vertonen noemt men hydrofiel.
Hydrofobe moleculen zijn in de regel apolair en mengen daarom goed met andere neutrale moleculen en apolaire oplosmiddelen. Voorbeelden van hydrofobe moleculen omvatten alkanen, oliën en vetten. Deze stoffen zullen samenklonteren in water: ze vormen bijvoorbeeld micellen. Hydrofobe materialen worden gebruikt om olie uit water te verwijderen, olielozingen te behandelen en bij chemische scheidingsprocessen tussen apolaire stoffen en polaire stoffen.
Waterafstotende coatings zijn gemaakt van apolaire verbindingen; water hecht niet aan het materiaal en trekt niet in de poriën, maar vormt druppels die gemakkelijk van het materiaal afglijden. Hydrofobe verbindingen zijn vaak ook lipofiel, maar daarop bestaan uitzonderingen, zoals fluoralkanen (bijvoorbeeld teflon) die hydrofoob zijn maar niet lipofiel.
Via een meting met een Karstenbuis kan men  bepalen hoe hydrofoob een coating is..